# سيدني أبوت
سيدني أبوت (بالإنجليزية: Sidney Abbott)‏ هي كاتِبة أمريكية، ولدت في 11 يوليو 1937 في الأمريكتان، وتوفيت في 15 أبريل 2015 في ساوثولد في الولايات المتحدة.